# 戦極 〜第四陣〜
戦極 〜第四陣〜（せんごく だいよんじん）は、日本の総合格闘技団体「戦極」の大会の一つ。2008年（平成20年）8月24日、埼玉県さいたま市のさいたまスーパーアリーナで開催された。

## 大会概要
戦極ライト級グランプリシリーズ2008が開幕し、1回戦4試合が行われた。日本人選手4人が外国人選手を下し、準決勝進出を決めた。
アトランタオリンピック柔道金メダリストのパウエル・ナツラ、IFL世界ライト級王者ライアン・シュルツ、KOTC世界ライト級王者クレイ・フレンチ、DEEPライト級王者ハン・スーファン、CAGE FORCEライト級王者廣田瑞人が戦極デビュー。

## 試合結果
第1試合 ヘビー級ワンマッチ 5分3R
○  ヴァレンタイン・オーフレイム vs.  高橋和生 ×
1R 2:42 KO（右跳び膝蹴り）
第2試合 ヘビー級ワンマッチ 5分3R
○  モイス・リンボン vs.  ピーター・グラハム ×
2R 0:42 チョークスリーパー
第3試合 ヘビー級ワンマッチ 5分3R
○  ヤン・ドンイ vs.  パウエル・ナツラ ×
2R 2:15 TKO（レフェリーストップ：試合放棄）
第4試合 ライト級グランプリシリーズ2008 1回戦 5分3R
○  廣田瑞人 vs.  ライアン・シュルツ ×
2R 4:45 KO（右スーパーマンパンチ）
※廣田が準決勝進出。
第5試合 ライト級グランプリシリーズ2008 1回戦 5分3R
○  横田一則 vs.  ボーヤン・コセドナー ×
3R終了 判定3-0
※横田が準決勝進出。
第6試合 ライト級グランプリシリーズ2008 1回戦 5分3R
○  光岡映二 vs.  ホドリゴ・ダム ×
1R 3:13 チョークスリーパー
※光岡が準決勝進出。
第7試合 ライト級グランプリシリーズ2008 1回戦 5分3R
○  北岡悟 vs.  クレイ・フレンチ ×
1R 0:31 アキレス腱固め
※北岡が準決勝進出。
第8試合 ミドル級ワンマッチ 5分3R
○  フランク・トリッグ vs.  瀧本誠 ×
3R終了 判定3-0
第9試合 ライト級ワンマッチ 5分3R
○  五味隆典 vs.  ハン・スーファン ×
3R終了 判定3-0